# Tristán Echegaray
Tristán Ramón de Echegaray (San José de Jáchal, septiembre de 1802 - San Juan, marzo de  1868) fue un militar argentino de destacada actuación en las guerras civiles argentinas, militando en el partido unitario.

## Biografía
En 1818 se incorporó al Ejército de los Andes, en el regimiento mandado por Rudecindo Alvarado. Permaneció en ese cuerpo hasta poco después de la revolución de Mariano Mendizábal, de enero de 1820, durante la cual fue tomado prisionero. Pasó después a Chile, y se incorporó al regimiento de Granaderos a Caballo.
Participó en la Expedición Libertadora del Perú a órdenes de José de San Martín, y con la división de Arenales participó de la campaña de la Sierra, combatiendo en Nazca, Tarma y Pasco. Más tarde peleó en el sitio del puerto del Callao. Participó en la campaña a Puertos Intermedios a órdenes de Alvarado, y combatió en las derrotas de Torata y Moquegua; fue tomado prisionero en esta última batalla y trasladado a Chuquisaca. Recuperó la libertad después de la batalla de Ayacucho, y regresó a San Juan.
Cuando estalló la revolución contra el gobernador unitario Del Carril, lo acompañó en su exilio a Mendoza, y se unió a las fuerzas que, al mando de José Félix Aldao, recuperaron el poder en su provincia. Fue elegido diputado provincial. Ascendido al grado coronel, se le encargó la formación de fuerzas para participar en la guerra del Brasil. Pero como éstas fueron ocupadas para deponer al gobierno federal debieron enfrentar el ataque de los federales de Facundo Quiroga; no hubo guerra, pero la ciudad fue ocupada por los riojanos. Emigró a Mendoza, y permaneció enfermo allí por algún tiempo. Después pasó a San Luis, dedicado al comercio.
En abril de 1829, su hermano José María Echegaray fue nombrado gobernador interino de la provincia de San Juan, reemplazando al federal Timoteo Maradona, por influencia de Facundo Quiroga. Tras la batalla de Oncativo fue derrocado por los unitarios y huyó a San Luis, donde su hermano lo escondió con nombre falso, y lo hizo pasar por empleado suyo en transporte a lomo de mulas. Fueron descubiertos, y pasaron un tiempo en la cárcel, pero un hijo de José María los liberó.
Por muchos años permaneció dedicado a la administración de su campo, lejos de la política y el ejército.
Después de la batalla de Caseros participó en la revolución que depuso al caudillo Nazario Benavídez, aunque su éxito duró muy poco tiempo. Apoyó la gestión de los gobiernos liberales de Francisco Coll, Antonino Aberastain y Domingo Faustino Sarmiento, pero fue también ministro del gobernador Francisco D. Díaz, federal.
En 1862 participó en la guerra contra los federales del Chacho Peñaloza, a órdenes del coronel Ambrosio Sandes, considerado generalmente como el más cruel de los militares de las guerras civiles de esa época. Y después de su muerte, fue el más eficaz colaborador de los coroneles Pablo Irrazábal e Ignacio Rivas en la segunda guerra contra el caudillo de los Llanos. Después de su derrota en Caucete, lo persiguió hasta el centro de su zona de influencia, pero Irrazábal se le adelantó y lo asesinó.
Tuvo alguna actuación contra las últimas montoneras, en los años 1864 y 1865. Cuando se produjo la Revolución de los Colorados abandonó la provincia, pero regresó después de la derrota de estos, en el mes de abril.
Murió de cólera en San Juan, en marzo de 1868.